# Unfallanalyse
Die Unfallanalyse (oder auch Unfallrekonstruktion) als Teil der Ingenieurwissenschaften ist die systematische Untersuchung eines einzelnen Unfalles oder mehrerer Unfallereignisse.

## Allgemein
Sinn und Zweck einer Unfallanalyse ist die Aufklärung der Ursachen eines Unfalles oder die Klärung von Haftungsfragen.
Eine in der Praxis allgemein akzeptierte und verwendete Unterscheidung zwischen Unfallanalyse und Unfallrekonstruktion findet im deutschsprachigen Raum derzeit nicht statt. In der Literatur wird der Begriff Unfallanalyse für die (statistische) Untersuchung mehrerer Unfälle und der Begriff Unfallrekonstruktion für die Untersuchung eines einzelnen Unfalls vorgeschlagen.
Eine Unfallanalyse wird durchgeführt, um die Ursache oder mehrere Ursachen eines Unfalls zu ermitteln, um weitere Unfälle ähnlicher Art zu verhindern. Es ist Teil einer Unfalluntersuchung oder einer Vorfalluntersuchung. Diese Analysen können von einer Reihe von Experten durchgeführt werden, einschließlich forensischer Wissenschaftler, forensischer Ingenieure oder Gesundheits- und Sicherheitsberater. Die retrospektive Natur der Unfallanalyse bedeutet, dass sie in erster Linie eine Aufgabe der gerichteten Erklärung ist, die mit den Theorien oder Methoden des Analytikers durchgeführt wird.
Fachleute für Arbeitsschutz und Patientensicherheit bevorzugen den Begriff „Vorfall“ anstelle von „Unfall“. Daher hat sich auch der Begriff der „Vorfallanalyse“ eingebürgert. Im Bereich des Luftverkehrs wird oft von Zwischenfällen gesprochen.
Zur Unfallanalyse und Unfallrekonstruktion als Grundlage zur Klärung von Haftungsfragen hat im englischsprachigen Raum die britische University of Bath erstmals in 2004 in Zusammenarbeit mit der Health and Safety Executive in der Reihe HSE Books das Arbeitsbuch „Investigating accidents and incidents A workbook for employers, unions, safety representatives and safety professionals.“ (kurz: „HSG245“)  mit ausgefeilten Fragebögen und Arbeitsblättern zur sogenannten „Adverse event analysis“ veröffentlicht, was als ein „step by step guide“ zur hinreichend genauen Unfallanalyse mit erprobter Arbeitsmethode unter Anwendung von fünf Kategorien von jeder „interessierten Seite“ in jeder Branche genutzt werden kann, um mit der Zielstellung „Reducing Risks and protecting people“ zur Aufklärung einer Unfallursache und damit verbundener Umstände des Einzelfalls und ggf. auch zur Klärung von Haftungsfragen bei einem Arbeitsunfall wirksam beizutragen.

## Gebiete
Die Unfallanalyse umfasst bei Verkehrsunfällen die Rückrechnung von Fahr- und Kollisionsgeschwindigkeiten aus Spuren, die Untersuchung von Unfallabläufen, Vermeidbarkeitsbetrachtungen, Betrugsaufklärung, Messtechnik (Licht, Geräusche, Beschleunigungen) und Biomechanik (beispielsweise beim Schleudertrauma). Die Ergebnisse seiner Rekonstruktion bzw. Analyse fasst der Sachverständige, der überwiegend von Zivil- und Strafgerichten, Versicherungen oder Rechtsanwälten beauftragt wird, in seinem Gutachten zusammen.
Eine systematische Unfallanalyse einer Vielzahl von Unfällen kann zur Verbesserung der Sicherheit im Straßenverkehr und zur Unfallforschung genutzt werden. So werden bei der Unfallforschung der Versicherer (UDV) für Unfallanalysen eine Vielzahl von Unfalldaten in anonymisierter Form in einer eigenen Unfalldatenbank (UDB) abgelegt. Auswertungen dieser UDB lassen Schlüsse zu, welche Maßnahmen die Verkehrssicherheit erhöhen, z. B. Sicherheitspotentiale von Fahrerassistenzsystemen.
Ein weiteres Gebiet für die Anfertigung von Unfallanalysen ist die Aufarbeitung von Arbeitsunfällen. Auch bei Bahnunfällen oder Flugunfällen werden Unfallanalysen erstellt.

## Ablauf
Für die Analyse von Arbeitsunfällen wird folgende schrittweise Bearbeitung vorgeschlagen:
1. Unfalluntersuchung
2. Fakten zusammenstellen
3. Ursachen ermitteln
4. Lösungen erarbeiten
5. Maßnahmenplan
6. Wirksamkeitskontrolle